# European Le Mans Series 2024
European Le Mans Series 2024 – dwudziesty pierwszy sezon serii wyścigowej European Le Mans Series organizowanej przez Automobile Club de l’Ouest (ACO). Rozpoczął się on 14 kwietnia wyścigiem na torze Catalunya, a zakończył 19 października wyścigiem na Autódromo Internacional do Algarve.
Mistrzostwa kierowców zdobyli: Louis Delétraz, Jonny Edgar i Robert Kubica (LMP2), François Perrodo, Alessio Rovera i Matthieu Vaxivière (LMP2 Pro/Am), Nick Adcock, Michael Jensen i Gaël Julien (LMP3) oraz Andrea Caldarelli, Hiroshi Hamaguchi i Axcil Jefferies (LMGT3).
Mistrzostwa zespołów zdobyły: AO by TF (LMP2), AF Corse (LMP2 Pro/Am), RLR MSport (LMP3) oraz Iron Lynx (LMGT3).

## Klasy
Prototypy
- Le Mans Prototype 2 (LMP2)
- Le Mans Prototype 2 Pro/Am (LMP2 Pro/Am)
- Le Mans Prototype 3 (LMP3)

Samochody GT
- Le Mans Grand Touring Three (LMGT3) – FIA GT3

Sezon ten był debiutem dla kategorii LMGT3 bazującej na autach FIA GT3. Dla aut GT3 był to powrót do serii, w której rywalizowały one w sezonach 2013–2015 w klasie GTC.

## Kalendarz
Kalendarz został ogłoszony 12 września 2023 roku. Tor Motorland Aragón, który po raz pierwszy zorganizował wyścig ELMS w poprzednim sezonie, nie znalazł się w kalendarzu na sezon 2024. Tor Imola powrócił do kalendarza po nieobecności w zeszłym roku spowodowanej pracami remontowymi. Tor Mugello po raz pierwszy zorganizował wyścig ELMS.
| Runda | Wyścig                       | Tor                                | Lokalizacja               | Data            |
| ----- | ---------------------------- | ---------------------------------- | ------------------------- | --------------- |
| 1     | 4 Hours of Barcelona         | Circuit de Barcelona-Catalunya     | Montmeló, Hiszpania       | 14 kwietnia     |
| 2     | 4 Hours of Le Castellet      | Circuit Paul Ricard                | Le Castellet, Francja     | 5 maja          |
| 3     | 4 Hours of Imola             | Autodromo Enzo e Dino Ferrari      | Imola, Włochy             | 7 lipca         |
| 4     | 4 Hours of Spa-Francorchamps | Circuit de Spa-Francorchamps       | Stavelot, Belgia          | 25 sierpnia     |
| 5     | 4 Hours of Mugello           | Mugello Circuit                    | San Piero a Sieve, Włochy | 29 września     |
| 6     | 4 Hours of Portimão          | Autódromo Internacional do Algarve | Portimão, Portugalia      | 19 października |

## Lista startowa
Lista startowa została opublikowana 4 grudnia 2023 roku.

### LMP2
Wszystkie samochody w klasie LMP2 korzystały z silników Gibson GK 428 V8 oraz opon Goodyear.
| Zespół                    | Samochód                 | Nr          | Kierowcy                 | Rundy | Źródła                      |
| ------------------------- | ------------------------ | ----------- | ------------------------ | ----- | --------------------------- |
| Iron Lynx – Proton        | Oreca 07                 | 9           | Matteo Cairoli           | 6/6   | [ 9 ] [ 10 ]                |
| Iron Lynx – Proton        | Oreca 07                 | 9           | Macéo Capietto           | 6/6   | [ 9 ] [ 10 ]                |
| Iron Lynx – Proton        | Oreca 07                 | 9           | Jonas Ried               | 6/6   | [ 9 ] [ 10 ]                |
| Vector Sport              | Oreca 07                 | 10          | Ryan Cullen              | 6/6   | [ 11 ] [ 12 ] [ 13 ]        |
| Vector Sport              | Oreca 07                 | 10          | Stéphane Richelmi        | 6/6   | [ 11 ] [ 12 ] [ 13 ]        |
| Vector Sport              | Oreca 07                 | 10          | Felipe Drugovich         | 5/6   | [ 11 ] [ 12 ] [ 13 ]        |
| Vector Sport              | Oreca 07                 | 10          | Patrick Pilet            | 1/6   | [ 11 ] [ 12 ] [ 13 ]        |
| AO by TF                  | Oreca 07                 | 14          | Louis Delétraz           | 6/6   | [ 14 ] [ 15 ]               |
| AO by TF                  | Oreca 07                 | 14          | Jonny Edgar              | 6/6   | [ 14 ] [ 15 ]               |
| AO by TF                  | Oreca 07                 | 14          | Robert Kubica            | 6/6   | [ 14 ] [ 15 ]               |
| United Autosports         | Oreca 07                 | 22          | Ben Hanley               | 6/6   | [ 11 ] [ 16 ]               |
| United Autosports         | Oreca 07                 | Marino Satō | 6/6                      |       | [ 11 ] [ 16 ]               |
| United Autosports         | Oreca 07                 | Filip Ugran | 6/6                      |       | [ 11 ] [ 16 ]               |
| United Autosports         | Oreca 07                 | 23          | Bijoy Garg               | 6/6   | [ 11 ] [ 17 ] [ 18 ] [ 19 ] |
| United Autosports         | Oreca 07                 | 23          | Paul di Resta            | 6/6   | [ 11 ] [ 17 ] [ 18 ] [ 19 ] |
| United Autosports         | Oreca 07                 | 23          | Fabio Scherer            | 6/6   | [ 11 ] [ 17 ] [ 18 ] [ 19 ] |
| Algarve Pro Racing        | Oreca 07                 | 25          | Olli Caldwell            | 6/6   | [ 11 ]                      |
| Algarve Pro Racing        | Oreca 07                 | 25          | Matthias Kaiser          | 6/6   | [ 11 ]                      |
| Algarve Pro Racing        | Oreca 07                 | 25          | Alex Lynn                | 6/6   | [ 11 ]                      |
| Nielsen Racing            | Oreca 07                 | 27          | Will Stevens             | 6/6   | [ 20 ] [ 21 ] [ 22 ] [ 23 ] |
| Nielsen Racing            | David Heinemeier Hansson | 27          | 4/6                      |       | [ 20 ] [ 21 ] [ 22 ] [ 23 ] |
| Nielsen Racing            | Nico Pino                | 27          | 3/6                      |       | [ 20 ] [ 21 ] [ 22 ] [ 23 ] |
| Nielsen Racing            | Benjamin Pedersen        | 27          | 2/6                      |       | [ 20 ] [ 21 ] [ 22 ] [ 23 ] |
| Nielsen Racing            | Gabriel Aubry            | 27          | 1/6                      |       | [ 20 ] [ 21 ] [ 22 ] [ 23 ] |
| IDEC Sport                | Oreca 07                 | 28          | Reshad de Gerus          | 6/6   | [ 11 ] [ 24 ] [ 22 ]        |
| IDEC Sport                | Oreca 07                 | 28          | Job van Uitert           | 6/6   | [ 11 ] [ 24 ] [ 22 ]        |
| IDEC Sport                | Oreca 07                 | 28          | Paul Lafargue            | 2/6   | [ 11 ] [ 24 ] [ 22 ]        |
| IDEC Sport                | Oreca 07                 | 28          | Marcos Siebert           | 2/6   | [ 11 ] [ 24 ] [ 22 ]        |
| IDEC Sport                | Oreca 07                 | 28          | Nico Pino                | 2/6   | [ 11 ] [ 24 ] [ 22 ]        |
| Duqueine Team             | Oreca 07                 | 30          | James Allen              | 6/6   | [ 9 ] [ 25 ] [ 26 ] [ 27 ]  |
| Duqueine Team             | Oreca 07                 | 30          | Jean-Baptiste Simmenauer | 6/6   | [ 9 ] [ 25 ] [ 26 ] [ 27 ]  |
| Duqueine Team             | Oreca 07                 | 30          | Niels Koolen             | 5/6   | [ 9 ] [ 25 ] [ 26 ] [ 27 ]  |
| Duqueine Team             | Oreca 07                 | 30          | Rasmus Lindh             | 1/6   | [ 9 ] [ 25 ] [ 26 ] [ 27 ]  |
| Inter Europol Competition | Oreca 07                 | 34          | Luca Ghiotto             | 6/6   | [ 20 ] [ 28 ] [ 29 ]        |
| Inter Europol Competition | Oreca 07                 | 34          | Oliver Gray              | 6/6   | [ 20 ] [ 28 ] [ 29 ]        |
| Inter Europol Competition | Oreca 07                 | 34          | Clément Novalak          | 6/6   | [ 20 ] [ 28 ] [ 29 ]        |
| Inter Europol Competition | Oreca 07                 | 43          | Sebastián Álvarez        | 6/6   | [ 20 ] [ 28 ]               |
| Inter Europol Competition | Oreca 07                 | 43          | Tom Dillmann             | 6/6   | [ 20 ] [ 28 ]               |
| Inter Europol Competition | Oreca 07                 | 43          | Władisław Łomko          | 6/6   | [ 20 ] [ 28 ]               |
| Cool Racing               | Oreca 07                 | 37          | Lorenzo Fluxá            | 6/6   | [ 30 ] [ 31 ] [ 32 ] [ 33 ] |
| Cool Racing               | Oreca 07                 | 37          | Malthe Jakobsen          | 6/6   | [ 30 ] [ 31 ] [ 32 ] [ 33 ] |
| Cool Racing               | Oreca 07                 | 37          | Ritomo Miyata            | 5/6   | [ 30 ] [ 31 ] [ 32 ] [ 33 ] |
| Cool Racing               | Oreca 07                 | 37          | Paul-Loup Chatin         | 1/6   | [ 30 ] [ 31 ] [ 32 ] [ 33 ] |
| Cool Racing               | Oreca 07                 | 47          | Frederik Vesti           | 6/6   | [ 9 ] [ 34 ] [ 35 ] [ 33 ]  |
| Cool Racing               | Oreca 07                 | 47          | Carl Bennett             | 4/6   | [ 9 ] [ 34 ] [ 35 ] [ 33 ]  |
| Cool Racing               | Oreca 07                 | 47          | Ferdinand Habsburg       | 4/6   | [ 9 ] [ 34 ] [ 35 ] [ 33 ]  |
| Cool Racing               | Oreca 07                 | 47          | Paul-Loup Chatin         | 2/6   | [ 9 ] [ 34 ] [ 35 ] [ 33 ]  |
| Cool Racing               | Oreca 07                 | 47          | Alejandro García         | 2/6   | [ 9 ] [ 34 ] [ 35 ] [ 33 ]  |
| Panis Racing              | Oreca 07                 | 65          | Arthur Leclerc           | 6/6   | [ 20 ] [ 36 ]               |
| Panis Racing              | Oreca 07                 | 65          | Manuel Maldonado         | 6/6   | [ 20 ] [ 36 ]               |
| Panis Racing              | Oreca 07                 | 65          | Charles Milesi           | 6/6   | [ 20 ] [ 36 ]               |
| Listy startowe            |                          |             |                          |       |                             |

### LMP2 Pro/Am
Wszystkie samochody w klasie LMP2 Pro/Am korzystały z silników Gibson GK 428 V8 oraz opon Goodyear. Każda załoga LMP2 Pro/Am będzie musiała mieć w składzie kierowcę brązowej kategorii.
| Zespół               | Samochód         | Nr | Kierowcy             | Rundy | Źródła                             |
| -------------------- | ---------------- | -- | -------------------- | ----- | ---------------------------------- |
| DKR Engineering      | Oreca 07         | 3  | Cem Bölükbaşı        | 6/6   | [ 11 ] [ 44 ] [ 45 ]               |
| DKR Engineering      | Oreca 07         | 3  | Laurents Hörr        | 6/6   | [ 11 ] [ 44 ] [ 45 ]               |
| DKR Engineering      | Oreca 07         | 3  | Andres Latorre Canon | 6/6   | [ 11 ] [ 44 ] [ 45 ]               |
| Team Virage          | Oreca 07         | 19 | Anthony Wells        | 4/6   | [ 11 ] [ 45 ] [ 46 ] [ 47 ] [ 48 ] |
| Team Virage          | Oreca 07         | 19 | Matt Bell            | 3/6   | [ 11 ] [ 45 ] [ 46 ] [ 47 ] [ 48 ] |
| Team Virage          | Oreca 07         | 19 | Nelson Piquet Jr.    | 3/6   | [ 11 ] [ 45 ] [ 46 ] [ 47 ] [ 48 ] |
| Team Virage          | Oreca 07         | 19 | Tristan Vautier      | 3/6   | [ 11 ] [ 45 ] [ 46 ] [ 47 ] [ 48 ] |
| Team Virage          | Oreca 07         | 19 | Georgios Kolovos     | 2/6   | [ 11 ] [ 45 ] [ 46 ] [ 47 ] [ 48 ] |
| Team Virage          | Oreca 07         | 19 | Raphaël Narac        | 2/6   | [ 11 ] [ 45 ] [ 46 ] [ 47 ] [ 48 ] |
| Team Virage          | Oreca 07         | 19 | Wayne Boyd           | 1/6   | [ 11 ] [ 45 ] [ 46 ] [ 47 ] [ 48 ] |
| Algarve Pro Racing   | Oreca 07         | 20 | Richard Bradley      | 6/6   | [ 20 ] [ 49 ]                      |
| Algarve Pro Racing   | Oreca 07         | 20 | Kriton Lendoudis     | 6/6   | [ 20 ] [ 49 ]                      |
| Algarve Pro Racing   | Oreca 07         | 20 | Alex Quinn           | 6/6   | [ 20 ] [ 49 ]                      |
| United Autosports    | Oreca 07         | 21 | Andy Meyrick         | 6/6   | [ 9 ] [ 50 ]                       |
| United Autosports    | Oreca 07         | 21 | Daniel Schneider     | 6/6   | [ 9 ] [ 50 ]                       |
| United Autosports    | Oreca 07         | 21 | Oliver Jarvis        | 5/6   | [ 9 ] [ 50 ]                       |
| United Autosports    | Oreca 07         | 21 | Filipe Albuquerque   | 1/6   | [ 9 ] [ 50 ]                       |
| Nielsen Racing       | Oreca 07         | 24 | John Falb            | 6/6   | [ 20 ] [ 51 ] [ 52 ]               |
| Nielsen Racing       | Colin Noble      | 24 | 6/6                  |       | [ 20 ] [ 51 ] [ 52 ]               |
| Nielsen Racing       | Albert Costa     | 24 | 3/6                  |       | [ 20 ] [ 51 ] [ 52 ]               |
| Nielsen Racing       | Nicholas Yelloly | 24 | 3/6                  |       | [ 20 ] [ 51 ] [ 52 ]               |
| Richard Mille by TDS | Oreca 07         | 29 | Mathias Beche        | 6/6   | [ 9 ]                              |
| Richard Mille by TDS | Rodrigo Sales    | 29 | 6/6                  |       | [ 9 ]                              |
| Richard Mille by TDS | Grégoire Saucy   | 29 | 6/6                  |       | [ 9 ]                              |
| Proton Competition   | Oreca 07         | 77 | René Binder          | 6/6   | [ 11 ] [ 45 ]                      |
| Proton Competition   | Giorgio Roda     | 77 | 6/6                  |       | [ 11 ] [ 45 ]                      |
| Proton Competition   | Bent Viscaal     | 77 | 6/6                  |       | [ 11 ] [ 45 ]                      |
| AF Corse             | Oreca 07         | 83 | François Perrodo     | 6/6   | [ 53 ] [ 9 ]                       |
| AF Corse             | Oreca 07         | 83 | Alessio Rovera       | 6/6   | [ 53 ] [ 9 ]                       |
| AF Corse             | Oreca 07         | 83 | Matthieu Vaxivière   | 6/6   | [ 53 ] [ 9 ]                       |
| Listy startowe       |                  |    |                      |       |                                    |

### LMP3
Zgodnie z regulacjami LMP3 z 2020 roku wszystkie prototypy LMP3 korzystały z silników Nissan VK56 oraz opon Michelin.
| Zespół                    | Samochód           | Nr | Kierowcy              | Rundy | Źródła                      |
| ------------------------- | ------------------ | -- | --------------------- | ----- | --------------------------- |
| DKR Engineering           | Duqueine M30 – D08 | 4  | Wyatt Brichacek       | 6/6   | [ 20 ] [ 45 ] [ 55 ]        |
| DKR Engineering           | Duqueine M30 – D08 | 4  | Alexander Mattschull  | 6/6   | [ 20 ] [ 45 ] [ 55 ]        |
| DKR Engineering           | Duqueine M30 – D08 | 4  | Belén García          | 4/6   | [ 20 ] [ 45 ] [ 55 ]        |
| DKR Engineering           | Duqueine M30 – D08 | 4  | Guilherme Oliveira    | 2/6   | [ 20 ] [ 45 ] [ 55 ]        |
| RLR MSport                | Ligier JS P320     | 5  | Daniel Ali            | 6/6   | [ 20 ] [ 45 ]               |
| RLR MSport                | Ligier JS P320     | 5  | James Dayson          | 6/6   | [ 20 ] [ 45 ]               |
| RLR MSport                | Ligier JS P320     | 5  | Bailey Voisin         | 6/6   | [ 20 ] [ 45 ]               |
| RLR MSport                | Ligier JS P320     | 15 | Nick Adcock           | 6/6   | [ 20 ] [ 45 ]               |
| RLR MSport                | Ligier JS P320     | 15 | Michael Jensen        | 6/6   | [ 20 ] [ 45 ]               |
| RLR MSport                | Ligier JS P320     | 15 | Gaël Julien           | 6/6   | [ 20 ] [ 45 ]               |
| Team Virage               | Ligier JS P320     | 8  | Julien Gerbi          | 6/6   | [ 20 ]                      |
| Team Virage               | Ligier JS P320     | 8  | Gillian Henrion       | 6/6   | [ 20 ]                      |
| Team Virage               | Ligier JS P320     | 8  | Bernardo Pinheiro     | 6/6   | [ 20 ]                      |
| EuroInternational         | Ligier JS P320     | 11 | Adam Ali              | 6/6   | [ 20 ]                      |
| EuroInternational         | Ligier JS P320     | 11 | Matthew Richard Bell  | 6/6   | [ 20 ]                      |
| WTM by Rinaldi Racing     | Duqueine M30 – D08 | 12 | Torsten Kratz         | 6/6   | [ 20 ]                      |
| WTM by Rinaldi Racing     | Duqueine M30 – D08 | 12 | Oscar Tunjo           | 6/6   | [ 20 ]                      |
| WTM by Rinaldi Racing     | Duqueine M30 – D08 | 12 | Leonard Weiss         | 6/6   | [ 20 ]                      |
| Cool Racing               | Ligier JS P320     | 17 | Miguel Cristóvão      | 6/6   | [ 56 ]                      |
| Cool Racing               | Ligier JS P320     | 17 | Manuel Espírito Santo | 6/6   | [ 56 ]                      |
| Cool Racing               | Ligier JS P320     | 17 | Cédric Oltramare      | 5/6   | [ 56 ]                      |
| Racing Spirit of Léman    | Ligier JS P320     | 31 | Antoine Doquin        | 6/6   | [ 20 ]                      |
| Racing Spirit of Léman    | Ligier JS P320     | 31 | Jean-Ludovic Foubert  | 6/6   | [ 20 ]                      |
| Racing Spirit of Léman    | Ligier JS P320     | 31 | Jacques Wolff         | 6/6   | [ 20 ]                      |
| Ultimate                  | Ligier JS P320     | 35 | Jean-Baptiste Lahaye  | 6/6   | [ 57 ] [ 47 ] [ 22 ] [ 23 ] |
| Ultimate                  | Ligier JS P320     | 35 | Matthieu Lahaye       | 6/6   | [ 57 ] [ 47 ] [ 22 ] [ 23 ] |
| Ultimate                  | Ligier JS P320     | 35 | Alexandre Yvon        | 1/6   | [ 57 ] [ 47 ] [ 22 ] [ 23 ] |
| Ultimate                  | Ligier JS P320     | 35 | Eric Trouillet        | 1/6   | [ 57 ] [ 47 ] [ 22 ] [ 23 ] |
| Ultimate                  | Ligier JS P320     | 35 | Paul Lanchere         | 1/6   | [ 57 ] [ 47 ] [ 22 ] [ 23 ] |
| Ultimate                  | Ligier JS P320     | 35 | Louis Rossi           | 1/6   | [ 57 ] [ 47 ] [ 22 ] [ 23 ] |
| Ultimate                  | Ligier JS P320     | 35 | Louis Stern           | 1/6   | [ 57 ] [ 47 ] [ 22 ] [ 23 ] |
| Ultimate                  | Ligier JS P320     | 35 | François Heriau       | 1/6   | [ 57 ] [ 47 ] [ 22 ] [ 23 ] |
| Inter Europol Competition | Ligier JS P320     | 88 | Kai Askey             | 6/6   | [ 20 ] [ 28 ]               |
| Inter Europol Competition | Ligier JS P320     | 88 | Aleksander Buchańcow  | 6/6   | [ 20 ] [ 28 ]               |
| Inter Europol Competition | Ligier JS P320     | 88 | Pedro Perino          | 6/6   | [ 20 ] [ 28 ]               |
| Listy startowe            |                    |    |                       |       |                             |

### LMGT3
Wszystkie zespoły korzystały z opon Goodyear.
| Zespół                 | Samochód                       | Nr | Kierowcy             | Rundy | Źródła               |
| ---------------------- | ------------------------------ | -- | -------------------- | ----- | -------------------- |
| Formula Racing         | Ferrari 296 LMGT3              | 50 | Conrad Laursen       | 6/6   | [ 11 ]               |
| Formula Racing         | Ferrari 296 LMGT3              | 50 | Johnny Laursen       | 6/6   | [ 11 ]               |
| Formula Racing         | Ferrari 296 LMGT3              | 50 | Nicklas Nielsen      | 5/6   | [ 11 ]               |
| AF Corse               | Ferrari 296 LMGT3              | 51 | Emmanuel Collard     | 6/6   | [ 11 ] [ 59 ]        |
| AF Corse               | Ferrari 296 LMGT3              | 51 | Charles-Henri Samani | 6/6   | [ 11 ] [ 59 ]        |
| AF Corse               | Ferrari 296 LMGT3              | 51 | Nicolás Varrone      | 5/6   | [ 11 ] [ 59 ]        |
| AF Corse               | Ferrari 296 LMGT3              | 51 | Ulysse de Pauw       | 1/6   | [ 11 ] [ 59 ]        |
| Spirit of Race         | Ferrari 296 LMGT3              | 55 | Duncan Cameron       | 6/6   | [ 11 ]               |
| Spirit of Race         | Ferrari 296 LMGT3              | 55 | Matthew Griffin      | 6/6   | [ 11 ]               |
| Spirit of Race         | Ferrari 296 LMGT3              | 55 | David Perel          | 6/6   | [ 11 ]               |
| Kessel Racing          | Ferrari 296 LMGT3              | 57 | Takeshi Kimura       | 6/6   | [ 11 ]               |
| Kessel Racing          | Ferrari 296 LMGT3              | 57 | Esteban Masson       | 6/6   | [ 11 ]               |
| Kessel Racing          | Ferrari 296 LMGT3              | 57 | Daniel Serra         | 6/6   | [ 11 ]               |
| Racing Spirit of Léman | Aston Martin Vantage AMR LMGT3 | 59 | Derek DeBoer         | 6/6   | [ 60 ]               |
| Racing Spirit of Léman | Aston Martin Vantage AMR LMGT3 | 59 | Valentin Hasse-Clot  | 6/6   | [ 60 ]               |
| Racing Spirit of Léman | Aston Martin Vantage AMR LMGT3 | 59 | Casper Stevenson     | 6/6   | [ 60 ]               |
| Proton Competition     | Porsche 911 GT3 R LMGT3        | 60 | Julien Andlauer      | 6/6   | [ 9 ] [ 61 ]         |
| Proton Competition     | Porsche 911 GT3 R LMGT3        | 60 | Matteo Cressoni      | 6/6   | [ 9 ] [ 61 ]         |
| Proton Competition     | Porsche 911 GT3 R LMGT3        | 60 | Claudio Schiavoni    | 6/6   | [ 9 ] [ 61 ]         |
| Iron Dames             | Porsche 911 GT3 R LMGT3        | 85 | Sarah Bovy           | 6/6   | [ 11 ] [ 62 ] [ 63 ] |
| Iron Dames             | Porsche 911 GT3 R LMGT3        | 85 | Rahel Frey           | 6/6   | [ 11 ] [ 62 ] [ 63 ] |
| Iron Dames             | Porsche 911 GT3 R LMGT3        | 85 | Michelle Gatting     | 6/6   | [ 11 ] [ 62 ] [ 63 ] |
| Iron Lynx              | Lamborghini Huracán LMGT3 Evo2 | 63 | Andrea Caldarelli    | 6/6   | [ 9 ] [ 64 ]         |
| Iron Lynx              | Lamborghini Huracán LMGT3 Evo2 | 63 | Hiroshi Hamaguchi    | 6/6   | [ 9 ] [ 64 ]         |
| Iron Lynx              | Lamborghini Huracán LMGT3 Evo2 | 63 | Axcil Jefferies      | 6/6   | [ 9 ] [ 64 ]         |
| JMW Motorsport         | Ferrari 296 LMGT3              | 66 | Ben Tuck             | 6/6   | [ 9 ] [ 65 ]         |
| JMW Motorsport         | Ferrari 296 LMGT3              | 66 | John Hartshorne      | 4/6   | [ 9 ] [ 65 ]         |
| JMW Motorsport         | Ferrari 296 LMGT3              | 66 | Phil Keen            | 4/6   | [ 9 ] [ 65 ]         |
| JMW Motorsport         | Ferrari 296 LMGT3              | 66 | Jason Hart           | 2/6   | [ 9 ] [ 65 ]         |
| JMW Motorsport         | Ferrari 296 LMGT3              | 66 | Scott Noble          | 2/6   | [ 9 ] [ 65 ]         |
| GR Racing              | Ferrari 296 LMGT3              | 86 | Riccardo Pera        | 6/6   | [ 9 ] [ 45 ]         |
| GR Racing              | Ferrari 296 LMGT3              | 86 | Davide Rigon         | 6/6   | [ 9 ] [ 45 ]         |
| GR Racing              | Ferrari 296 LMGT3              | 86 | Michael Wainwright   | 6/6   | [ 9 ] [ 45 ]         |
| Grid Motorsport by TF  | Aston Martin Vantage AMR LMGT3 | 97 | Jonathan Adam        | 6/6   | [ 11 ] [ 66 ]        |
| Grid Motorsport by TF  | Aston Martin Vantage AMR LMGT3 | 97 | Martin Berry         | 6/6   | [ 11 ] [ 66 ]        |
| Grid Motorsport by TF  | Aston Martin Vantage AMR LMGT3 | 97 | Lorcan Hanafin       | 6/6   | [ 11 ] [ 66 ]        |
| Listy startowe         |                                |    |                      |       |                      |

## Wyniki
Pogrubienie oznacza zwycięzców wyścigu bez podziału na kategorie.
| Runda | Tor         | Pole position                                  | Zwycięzcy LMP2                                 | Zwycięzcy LMP2 Pro/Am                              | Zwycięzcy LMP3                                 | Zwycięzcy LMGT3                                     | Wyniki             |
| ----- | ----------- | ---------------------------------------------- | ---------------------------------------------- | -------------------------------------------------- | ---------------------------------------------- | --------------------------------------------------- | ------------------ |
| 1     | Catalunya   | #22 United Autosports                          | #37 COOL Racing                                | #83 AF Corse                                       | #8 Team Virage                                 | #50 Formula Racing                                  | Wyniki szczegółowe |
| 1     | Catalunya   | Ben Hanley Marino Satō Filip Ugran             | Lorenzo Fluxá Malthe Jakobsen Ritomo Miyata    | François Perrodo Alessio Rovera Matthieu Vaxivière | Julien Gerbi Gillian Henrion Bernardo Pinheiro | Conrad Laursen Johnny Laursen Nicklas Nielsen       | Wyniki szczegółowe |
| 2     | Paul Ricard | #28 IDEC Sport                                 | #43 Inter Europol Competition                  | #29 Richard Mille by TDS                           | #15 RLR MSport                                 | #55 Spirit of Race                                  | Wyniki szczegółowe |
| 2     | Paul Ricard | Reshad de Gerus Paul Lafargue Job van Uitert   | Sebastián Álvarez Tom Dillmann Władisław Łomko | Mathias Beche Rodrigo Sales Grégoire Saucy         | Nick Adcock Michael Jensen Gaël Julien         | Duncan Cameron Matthew Griffin David Perel          | Wyniki szczegółowe |
| 3     | Imola       | #65 Panis Racing                               | #65 Panis Racing                               | #20 Algarve Pro Racing                             | #11 Eurointernational                          | #85 Iron Dames                                      | Wyniki szczegółowe |
| 3     | Imola       | Arthur Leclerc Manuel Maldonado Charles Milesi | Arthur Leclerc Manuel Maldonado Charles Milesi | Richard Bradley Kriton Lendoudis Alex Quinn        | Adam Ali Matthew Richard Bell                  | Sarah Bovy Rahel Frey Michelle Gatting              | Wyniki szczegółowe |
| 4     | Spa         | #14 AO by TF                                   | #14 AO by TF                                   | #83 AF Corse                                       | #11 Eurointernational                          | #57 Kessel Racing                                   | Wyniki szczegółowe |
| 4     | Spa         | Louis Delétraz Jonny Edgar Robert Kubica       | Louis Delétraz Jonny Edgar Robert Kubica       | François Perrodo Alessio Rovera Matthieu Vaxivière | Adam Ali Matthew Richard Bell                  | Takeshi Kimura Esteban Masson Daniel Serra          | Wyniki szczegółowe |
| 5     | Mugello     | #9 Iron Lynx – Proton                          | #9 Iron Lynx – Proton                          | #29 Richard Mille by TDS                           | #8 Team Virage                                 | #57 Kessel Racing                                   | Wyniki szczegółowe |
| 5     | Mugello     | Matteo Cairoli Macéo Capietto Jonas Ried       | Matteo Cairoli Macéo Capietto Jonas Ried       | Mathias Beche Rodrigo Sales Grégoire Saucy         | Julien Gerbi Gillian Henrion Bernardo Pinheiro | Takeshi Kimura Esteban Masson Daniel Serra          | Wyniki szczegółowe |
| 6     | Algarve     | #65 Panis Racing                               | #37 COOL Racing                                | #77 Proton Competition                             | #17 COOL Racing                                | #63 Iron Lynx                                       | Wyniki szczegółowe |
| 6     | Algarve     | Arthur Leclerc Manuel Maldonado Charles Milesi | Lorenzo Fluxá Malthe Jakobsen Ritomo Miyata    | René Binder Giorgio Roda Bent Viscaal              | Miguel Cristóvão Manuel Espirito Santo         | Andrea Caldarelli Hiroshi Hamaguchi Axcil Jefferies | Wyniki szczegółowe |

## Klasyfikacje
| Pozycja | 1  | 2  | 3  | 4  | 5  | 6 | 7 | 8 | 9 | 10 | PP |
| ------- | -- | -- | -- | -- | -- | - | - | - | - | -- | -- |
| Punkty  | 25 | 18 | 15 | 12 | 10 | 8 | 6 | 4 | 2 | 1  | 1  |

### LMP2

#### Kierowcy
| Poz.    | Kierowca                                       | BAR | LEC | IMO | SPA | MUG | POR | Punkty |
| ------- | ---------------------------------------------- | --- | --- | --- | --- | --- | --- | ------ |
| 1       | Louis Delétraz Jonny Edgar Robert Kubica       | 7   | 3   | 2   | 1   | 5   | 2   | 93     |
| 2       | Sebastián Álvarez Tom Dillmann Władisław Łomko | 6   | 1   | 4   | 2   | 7   | 4   | 81     |
| 3       | Lorenzo Fluxá Malthe Jakobsen                  | 1   | NS  | NS  | 5   | 9   | 1   | 62     |
| 4       | Ritomo Miyata                                  | 1   | NS  | –   | 5   | 9   | 1   | 62     |
| 5       | Arthur Leclerc Manuel Maldonado Charles Milesi | 5   | 8   | 1   | 6   | 4   | 12  | 61     |
| 6       | Olli Caldwell Matthias Kaiser Alexander Lynn   | 2   | 7   | 8   | 14  | 2   | 8   | 50     |
| 7       | Reshad de Gerus Job van Uitert                 | 4   | 4   | 5   | 3   | NS  | 13  | 50     |
| 8       | Luca Ghiotto Oliver Gray Clément Novalak       | 8   | NS  | 7   | 4   | 3   | 5   | 47     |
| 9       | Matteo Cairoli Maceo Capietto Jonas Ried       | NS  | 9   | NS  | 7   | 1   | 9   | 36     |
| 10      | Frederik Vesti                                 | 12  | 2   | 10  | 11  | 13  | 3   | 34     |
| 11      | Benjamin Hanley Filip Ugran Marino Satō        | 3   | 5   | 11  | 9   | 11  | 10  | 29     |
| 12      | Bijoy Garg Paul di Resta Fabio Scherer         | 9   | 12  | 6   | 10  | 6   | 6   | 27     |
| 13      | Marcos Siebert                                 | –   | –   | 5   | 3   | –   | –   | 25     |
| 14      | Paul Lafargue                                  | 4   | 4   | –   | –   | –   | –   | 25     |
| 15      | Ryan Cullen Stéphane Richelmi                  | 10  | 10  | 3   | 8   | 12  | NS  | 21     |
| 16      | Felipe Drugovich                               | 10  | 10  | 3   | 8   | –   | NS  | 21     |
| 17      | James Allen Jean-Baptiste Simmenauer           | 11  | 6   | 9   | 12  | 8   | 7   | 20     |
| 18      | Niels Koolen                                   | 11  | 6   | 9   | –   | 8   | 7   | 20     |
| 19      | Paul-Loup Chatin                               | 12  | 2   | NS  | –   | –   | –   | 18     |
| 20      | Alejandro García                               | 12  | 2   | –   | –   | –   | –   | 18     |
| 21      | Carl Bennett Ferdinand Habsburg                | –   | –   | 10  | 11  | 13  | 3   | 16     |
| 22      | William Stevens                                | 13  | 11  | 12  | 13  | 10  | 11  | 1      |
| 23      | Benjamin Pedersen                              | –   | –   | –   | 13  | 10  | 11  | 1      |
| 24      | Nicol Pino                                     | 13  | 11  | 12  | –   | NS  | 13  | 0      |
| 25      | David Heinemeier Hansson                       | 13  | 11  | 12  | 13  | –   | –   | 0      |
| 26      | Gabriel Aubry                                  | –   | –   | –   | –   | –   | 11  | 0      |
| 27      | Rasmus Lindh                                   | –   | –   | –   | 12  | –   | –   | 0      |
| 28      | Patrick Pilet                                  | –   | –   | –   | –   | 12  | –   | 0      |
| Poz.    | Kierowca                                       | BAR | LEC | IMO | SPA | MUG | POR | Punkty |
| Źródło: |                                                |     |     |     |     |     |     |        |

| Legenda     | Legenda                  |
| Oznaczenie  | Wyjaśnienie              |
| ----------- | ------------------------ |
| Złoty       | Zwycięstwo               |
| Srebrny     | 2. miejsce               |
| Brązowy     | 3. miejsce               |
| Zielony     | Miejsce punktowane       |
| Niebieski   | Miejsce niepunktowane    |
| Niebieski   | Niesklasyfikowany (NS)   |
| Różowy      | Nie ukończył (NU)        |
| Czarny      | Zdyskwalifikowany (DK)   |
| Czarny      | Wykluczony (WYK)         |
| Biały       | Nie wystartował (NW)     |
| Biały       | Wyścig odwołany (OD)     |
| Bez koloru  | Wycofany (WYC)           |
| Bez koloru  | Nie został zgłoszony (–) |
| Pogrubienie | Pole position            |

#### Zespoły
Zespoły AO by TF i Inter Europol Competition wywalczyły automatyczne zaproszenia na wyścig Le Mans w 2025 roku.
| Poz.    | Zespół                        | BAR | LEC | IMO | SPA | MUG | POR | Punkty |
| ------- | ----------------------------- | --- | --- | --- | --- | --- | --- | ------ |
| 1       | #14 AO by TF                  | 7   | 3   | 2   | 1   | 5   | 2   | 93     |
| 2       | #43 Inter Europol Competition | 6   | 1   | 4   | 2   | 7   | 4   | 81     |
| 3       | #37 COOL Racing               | 1   | NS  | NS  | 5   | 9   | 1   | 62     |
| 4       | #65 Panis Racing              | 5   | 8   | 1   | 6   | 4   | 12  | 61     |
| 5       | #25 Algarve Pro Racing        | 2   | 7   | 8   | 14  | 2   | 8   | 50     |
| 6       | #28 IDEC Sport                | 4   | 4   | 5   | 3   | NS  | 13  | 50     |
| 7       | #34 Inter Europol Competition | 8   | NS  | 7   | 4   | 3   | 5   | 47     |
| 8       | #9 Iron Lynx – Proton         | NS  | 9   | NS  | 7   | 1   | 9   | 36     |
| 9       | #47 COOL Racing               | 12  | 2   | 10  | 11  | 13  | 3   | 34     |
| 10      | #22 United Autosports         | 3   | 5   | 11  | 9   | 11  | 10  | 29     |
| 11      | #23 United Autosports         | 9   | 12  | 6   | 10  | 6   | 6   | 27     |
| 12      | #10 Vector Sport              | 10  | 10  | 3   | 8   | 12  | NS  | 21     |
| 13      | #30 Duqueine Team             | 11  | 6   | 9   | 12  | 8   | 7   | 20     |
| 14      | #27 Nielsen Racing            | 13  | 11  | 12  | 13  | 10  | 11  | 1      |
| Poz.    | Zespół                        | BAR | LEC | IMO | SPA | MUG | POR | Punkty |
| Źródło: |                               |     |     |     |     |     |     |        |

### LMP2 Pro/Am

#### Kierowcy
| Poz.    |                                                    | BAR | LEC | IMO | SPA | MUG | POR | Punkty |
| ------- | -------------------------------------------------- | --- | --- | --- | --- | --- | --- | ------ |
| 1       | François Perrodo Alessio Rovera Matthieu Vaxivière | 1   | 4   | 2   | 1   | 7   | 4   | 98     |
| 2       | Richard Bradley Kriton Lendoudis Alex Quinn        | 4   | 6   | 1   | 3   | 2   | 2   | 96     |
| 3       | René Binder Giorgio Roda Bent Viscaal              | 5   | 2   | 8   | 2   | 3   | 1   | 95     |
| 4       | Mathias Beche Rodrigo Sales Grégoire Saucy         | 2   | 1   | 3   | NS  | 1   | 5   | 94     |
| 5       | John Falb Colin Noble                              | 3   | 5   | 6   | 4   | 5   | 3   | 70     |
| 6       | Daniel Schneider Andrew Meyrick                    | 7   | 3   | 7   | 6   | 4   | NS  | 47     |
| 7       | Oliver Jarvis                                      | 7   | 3   | 7   | –   | 4   | NS  | 39     |
| 8       | Cem Bölükbaşı Laurents Hörr Andres Latorre Canon   | 6   | 8   | 5   | 5   | NS  | 7   | 38     |
| 9       | Nicholas Yelloly                                   | –   | –   | –   | 4   | 5   | 3   | 37     |
| 10      | Albert Costa                                       | 3   | 5   | 6   | –   | –   | –   | 33     |
| 11      | Anthony Wells                                      | NS  | 7   | 4   | 7   | –   | –   | 24     |
| 12      | Tristan Vautier                                    | –   | –   | –   | 7   | 6   | 6   | 22     |
| 13      | Matthew Bell Nelson Piquet Jr.                     | NS  | 7   | 4   | –   | –   | –   | 18     |
| 14      | Georgios Kolovos Raphaël Narac                     | –   | –   | –   | –   | 6   | 6   | 16     |
| 15      | Filipe Albuquerque                                 | –   | –   | –   | 6   | –   | –   | 8      |
| 16      | Wayne Boyd                                         | –   | –   | –   | 7   | –   | –   | 6      |
| Poz.    |                                                    | BAR | LEC | IMO | SPA | MUG | POR | Punkty |
| Źródło: |                                                    |     |     |     |     |     |     |        |

| Legenda     | Legenda                  |
| Oznaczenie  | Wyjaśnienie              |
| ----------- | ------------------------ |
| Złoty       | Zwycięstwo               |
| Srebrny     | 2. miejsce               |
| Brązowy     | 3. miejsce               |
| Zielony     | Miejsce punktowane       |
| Niebieski   | Miejsce niepunktowane    |
| Niebieski   | Niesklasyfikowany (NS)   |
| Różowy      | Nie ukończył (NU)        |
| Czarny      | Zdyskwalifikowany (DK)   |
| Czarny      | Wykluczony (WYK)         |
| Biały       | Nie wystartował (NW)     |
| Biały       | Wyścig odwołany (OD)     |
| Bez koloru  | Wycofany (WYC)           |
| Bez koloru  | Nie został zgłoszony (–) |
| Pogrubienie | Pole position            |

#### Zespoły
Zespół AF Corse wywalczył automatyczne zaproszenie na wyścig Le Mans w 2025 roku.
| Poz.    | Zespół                   | BAR | LEC | IMO | SPA | MUG | POR | Punkty |
| ------- | ------------------------ | --- | --- | --- | --- | --- | --- | ------ |
| 1       | #83 AF Corse             | 1   | 4   | 2   | 1   | 7   | 4   | 98     |
| 2       | #20 Algarve Pro Racing   | 4   | 6   | 1   | 3   | 2   | 2   | 96     |
| 3       | #77 Proton Competition   | 5   | 2   | 8   | 2   | 3   | 1   | 95     |
| 4       | #29 Richard Mille by TDS | 2   | 1   | 3   | NS  | 1   | 5   | 94     |
| 5       | #24 Nielsen Racing       | 3   | 5   | 6   | 4   | 5   | 3   | 70     |
| 6       | #21 United Autosports    | 7   | 3   | 7   | 6   | 4   | NS  | 47     |
| 7       | #19 Team Virage          | NS  | 7   | 4   | 7   | 6   | 6   | 40     |
| 8       | #3 DKR Engineering       | 6   | 8   | 5   | 5   | NS  | 7   | 38     |
| Poz.    | Zespół                   | BAR | LEC | IMO | SPA | MUG | POR | Punkty |
| Źródło: |                          |     |     |     |     |     |     |        |

### LMP3

#### Kierowcy
| Poz.    | Kierowca                                          | BAR | LEC | IMO | SPA | MUG | POR | Punkty |
| ------- | ------------------------------------------------- | --- | --- | --- | --- | --- | --- | ------ |
| 1       | Nick Adcock Michael Jensen Gaël Julien            | 4   | 1   | 4   | 4   | 2   | 2   | 99     |
| 2       | Adam Ali Matthew Richard Bell                     | 3   | 4   | 1   | 1   | 7   | 3   | 98     |
| 3       | Julien Gerbi Gillian Henrion                      | 1   | 7   | 2   | 6   | 1   | 6   | 90     |
| 4       | Bernardo Pinheiro                                 | 1   | 7   | 2   | 6   | 1   | 6   | 76     |
| 5       | Miguel Cristóvão Manuel Espirito Santo            | 2   | 5   | 8   | 3   | NS  | 1   | 75     |
| 6       | Alexander Mattschull Wyatt Brichacek              | 5   | 2   | 6   | 7   | NS  | 5   | 53     |
| 7       | Jean-Baptiste Lahaye                              | 9   | 3   | 3   | 5   | 5   | NS  | 52     |
| 8       | Cédric Oltramare                                  | 2   | 5   | 8   | 3   | NS  | –   | 49     |
| 9       | Antoine Doquin Jean-Ludovic Foubert Jacques Wolff | 7   | 6   | NS  | 2   | 4   | NS  | 44     |
| 10      | Torsten Kratz Oscar Tunjo Leonard Weiss           | 8   | NS  | 5   | 8   | 6   | 4   | 38     |
| 11      | Matthieu Lahaye                                   | 9   | 3   | 3   | 5   | 5   | NS  | 32     |
| 12      | Kai Askey Aleksander Buchańcow                    | 6   | NS  | 9   | 9   | 3   | NS  | 27     |
| 13      | Daniel Ali James Dayson Bailey Voisin             | NS  | 8   | 7   | 10  | 8   | 7   | 21     |
| 14      | Belén García                                      | 5   | 2   | 6   | WYC | –   | –   | 19     |
| 15      | Eric Trouillet                                    | –   | 3   | –   | –   | –   | –   | 15     |
| 16      | Paul Lanchere                                     | –   | –   | 3   | –   | –   | –   | 15     |
| 17      | Pedro Perino                                      | 6   | NS  | 9   | 9   | 3   | NS  | 10     |
| 18      | Guilherme Oliveira                                | –   | –   | –   | –   | NS  | 5   | 10     |
| 19      | Louis Rossi                                       | –   | –   | –   | 5   | –   | –   | 10     |
| 20      | Louis Stern                                       | –   | –   | –   | –   | 5   | –   | 10     |
| 21      | Alexandre Yvon                                    | 9   | –   | –   | –   | –   | –   | 2      |
| 22      | François Heriau                                   | –   | –   | –   | –   | –   | NS  | 0      |
| Poz.    | Kierowca                                          | BAR | LEC | IMO | SPA | MUG | POR | Punkty |
| Źródło: |                                                   |     |     |     |     |     |     |        |

| Legenda     | Legenda                  |
| Oznaczenie  | Wyjaśnienie              |
| ----------- | ------------------------ |
| Złoty       | Zwycięstwo               |
| Srebrny     | 2. miejsce               |
| Brązowy     | 3. miejsce               |
| Zielony     | Miejsce punktowane       |
| Niebieski   | Miejsce niepunktowane    |
| Niebieski   | Niesklasyfikowany (NS)   |
| Różowy      | Nie ukończył (NU)        |
| Czarny      | Zdyskwalifikowany (DK)   |
| Czarny      | Wykluczony (WYK)         |
| Biały       | Nie wystartował (NW)     |
| Biały       | Wyścig odwołany (OD)     |
| Bez koloru  | Wycofany (WYC)           |
| Bez koloru  | Nie został zgłoszony (–) |
| Pogrubienie | Pole position            |

1. 1 2  Bernardo Pinheiro nie przejechał minimalnego czasu jazdy wymaganego do zapunktowania w wyścigach 4 Hours of Le Castellet[73] oraz 4 Hours of Portimão[74].
2. 1 2  Matthieu Lahaye nie przejechał minimalnego czasu wymaganego do zapunktowania w wyścigach 4 Hours of Spa-Francorchamps[77] oraz 4 Hours of Mugello[78].
3. ↑  Belén García nie przejechała minimalnego czasu jazdy wymaganego do zapunktowania w wyścigu 4 Hours of Le Castellet[73].
4. 1 2  Pedro Perino nie przejechał minimalnego czasu wymaganego do zapunktowania w wyścigach 4 Hours of Imola[75] oraz 4 Hours of Mugello[76].

#### Zespoły
Zespół RLR MSport wywalczył automatyczne zaproszenie na wyścig Le Mans w 2025 roku.
| Poz.    | Zespół                        | Samochód           | BAR | LEC | IMO | SPA | MUG | POR | Punkty |
| ------- | ----------------------------- | ------------------ | --- | --- | --- | --- | --- | --- | ------ |
| 1       | #15 RLR MSport                | Ligier JS P320     | 4   | 1   | 4   | 4   | 2   | 2   | 99     |
| 2       | #11 Eurointernational         | Ligier JS P320     | 3   | 4   | 1   | 1   | 7   | 3   | 98     |
| 3       | #8 Team Virage                | Ligier JS P320     | 1   | 7   | 2   | 6   | 1   | 6   | 90     |
| 4       | #17 COOL Racing               | Ligier JS P320     | 2   | 5   | 8   | 3   | NS  | 1   | 75     |
| 5       | #4 DKR Engineering            | Duqueine M30 – D08 | 5   | 2   | 6   | 7   | NS  | 5   | 53     |
| 6       | #35 Ultimate                  | Ligier JS P320     | 9   | 3   | 3   | 5   | 5   | NS  | 52     |
| 7       | #31 Racing Spirit of Léman    | Ligier JS P320     | 7   | 6   | NS  | 2   | 4   | NS  | 44     |
| 8       | #12 WTM by Rinaldi Racing     | Duqueine M30 – D08 | 8   | NS  | 5   | 8   | 6   | 4   | 38     |
| 9       | #88 Inter Europol Competition | Ligier JS P320     | 6   | NS  | 9   | 9   | 3   | NS  | 27     |
| 10      | #5 RLR MSport                 | Ligier JS P320     | NS  | 8   | 7   | 10  | 8   | 7   | 21     |
| Poz.    | Zespół                        | Samochód           | BAR | LEC | IMO | SPA | MUG | POR | Punkty |
| Źródło: |                               |                    |     |     |     |     |     |     |        |

### LMGT3

#### Kierowcy
| Poz.    | Kierowca                                            | BAR | LEC | IMO | SPA | MUG | POR | Punkty |
| ------- | --------------------------------------------------- | --- | --- | --- | --- | --- | --- | ------ |
| 1       | Andrea Caldarelli Hiroshi Hamaguchi Axcil Jefferies | 3   | 2   | 3   | NS  | 9   | 1   | 76     |
| 2       | Takeshi Kimura Esteban Masson Daniel Serra          | 9   | NS  | 4   | 1   | 1   | 5   | 74     |
| 3       | Derek DeBoer Valentin Hasse-Clot Casper Stevenson   | 6   | 3   | 2   | 4   | 5   | 9   | 66     |
| 4       | Sarah Bovy Rahel Frey Michelle Gatting              | NS  | 4   | 1   | NS  | 7   | 2   | 65     |
| 5       | Riccardo Pera Davide Rigon Michael Wainwright       | 2   | 5   | 7   | 2   | 8   | 6   | 64     |
| 6       | Conrad Laursen Johnny Laursen                       | 1   | 9   | 9   | NS  | 3   | 4   | 56     |
| 7       | Martin Berry Lorcan Hanafin                         | 7   | 7   | 5   | 5   | 2   | 8   | 54     |
| 8       | Emmanuel Collard Charles-Henri Samani               | 8   | 6   | 6   | 3   | 4   | NS  | 47     |
| 9       | Duncan Cameron Matthew Griffin David Perel          | 5   | 1   | 8   | NS  | NS  | 7   | 45     |
| 10      | Nicklas Nielsen                                     | 1   | 9   | 9   | NS  | 3   | –   | 44     |
| 11      | Jonathan Adam                                       | 7   | 7   | 5   | 5   | 2   | 8   | 44     |
| 12      | Nicolás Varrone                                     | –   | 6   | 6   | 3   | 4   | NS  | 43     |
| 13      | Julien Andlauer Matteo Cressoni Claudio Schiavoni   | 4   | 8   | 11  | 6   | NS  | 3   | 39     |
| 14      | Ben Tuck                                            | NS  | 10  | 10  | NS  | 6   | 10  | 11     |
| 15      | Jason Hart Scott Noble                              | –   | –   | –   | –   | 6   | 10  | 9      |
| 16      | Ulysse de Pauw                                      | 8   | –   | –   | –   | –   | –   | 4      |
| 17      | John Hartshorne Philip Keen                         | NS  | 10  | 10  | NS  | –   | –   | 2      |
| Poz.    | Kierowca                                            | BAR | LEC | IMO | SPA | MUG | POR | Punkty |
| Źródło: |                                                     |     |     |     |     |     |     |        |

| Legenda     | Legenda                  |
| Oznaczenie  | Wyjaśnienie              |
| ----------- | ------------------------ |
| Złoty       | Zwycięstwo               |
| Srebrny     | 2. miejsce               |
| Brązowy     | 3. miejsce               |
| Zielony     | Miejsce punktowane       |
| Niebieski   | Miejsce niepunktowane    |
| Niebieski   | Niesklasyfikowany (NS)   |
| Różowy      | Nie ukończył (NU)        |
| Czarny      | Zdyskwalifikowany (DK)   |
| Czarny      | Wykluczony (WYK)         |
| Biały       | Nie wystartował (NW)     |
| Biały       | Wyścig odwołany (OD)     |
| Bez koloru  | Wycofany (WYC)           |
| Bez koloru  | Nie został zgłoszony (–) |
| Pogrubienie | Pole position            |

1. ↑  Jonathan Adam nie przejechał minimalnego czasu wymaganego do zapunktowania w wyścigu 4 Hours of Imola[81].

#### Zespoły
Zespół Iron Lynx wywalczył automatyczne zaproszenie na wyścig Le Mans w 2025 roku.
| Poz.    | Zespół                     | Samochód                       | BAR | LEC | IMO | SPA | MUG | POR | Punkty |
| ------- | -------------------------- | ------------------------------ | --- | --- | --- | --- | --- | --- | ------ |
| 1       | #63 Iron Lynx              | Lamborghini Huracán LMGT3 Evo2 | 3   | 2   | 3   | NS  | 9   | 1   | 76     |
| 2       | #57 Kessel Racing          | Ferrari 296 LMGT3              | 9   | NS  | 4   | 1   | 1   | 5   | 74     |
| 3       | #59 Racing Spirit of Léman | Aston Martin Vantage AMR LMGT3 | 6   | 3   | 2   | 4   | 5   | 9   | 66     |
| 4       | #85 Iron Dames             | Porsche 911 GT3 R LMGT3        | NS  | 4   | 1   | NS  | 7   | 2   | 65     |
| 5       | #86 GR Racing              | Ferrari 296 LMGT3              | 2   | 5   | 7   | 2   | 8   | 6   | 64     |
| 6       | #50 Formula Racing         | Ferrari 296 LMGT3              | 1   | 9   | 9   | NS  | 3   | 4   | 56     |
| 7       | #97 Grid Motorsport by TF  | Aston Martin Vantage AMR LMGT3 | 7   | 7   | 5   | 5   | 2   | 8   | 54     |
| 8       | #51 AF Corse               | Ferrari 296 LMGT3              | 8   | 6   | 6   | 3   | 4   | NS  | 47     |
| 9       | #55 Spirit of Race         | Ferrari 296 LMGT3              | 5   | 1   | 8   | NS  | NS  | 7   | 45     |
| 10      | #60 Proton Competition     | Porsche 911 GT3 R LMGT3        | 4   | 8   | 11  | 6   | NS  | 3   | 39     |
| 11      | #66 JMW Motorsport         | Ferrari 296 LMGT3              | NS  | 10  | 10  | NS  | 6   | 10  | 11     |
| Poz.    | Zespół                     | Samochód                       | BAR | LEC | IMO | SPA | MUG | POR | Punkty |
| Źródło: |                            |                                |     |     |     |     |     |     |        |